# Лайтхайм, Борко
Борко Лайтхайм (серб. Борко Лајтхајм; род. 16 апреля 1976) — сербский шахматист, гроссмейстер (2007).
Призёр командного чемпионата Сербии 2007 года.
Поделил 1-2 места на Мемориальном турнире «Урош Динић» (2013) с  Бранко Дамлянович; по дополнительным показателям занял в итоге второе место.
Чемпион Воеводины по быстрым шахматам (2019).

## Изменения рейтинга
| Графики недоступны из-за технических проблем. См. информацию на Фабрикаторе и на mediawiki.org. |